# シュド・エスト SE.2010
シュド・エスト SE.2010
- 用途：旅客機
- 製造者：シュド・エスト
- 運用者：エールフランス
- 初飛行：1949年4月2日
- 生産数：8機
- 運用開始：1952年12月

シュド・エスト SE.2010 アルマニャック（Sud-Est S.E.2010 Armagnac）は、1940年代末にシュド・エスト（SNCASE）で製造されたフランスの大型旅客機である。

## 歴史
アルマニャックは、大西洋横断飛行航路への就役を目的に設計された首輪式降着装置付きの片持ち式中翼単葉機であった。第2次世界大戦のために計画は遅延したが、開発作業は迅速に進み最初の試作機は1949年4月2日に初飛行を行った。15機を生産しエールフランスに納入されることが計画された。試作機を評価した後1952年に最初の量産機の納入準備ができたときには、エールフランスは購入機数を下方修正した。購入機数を下方修正した要因はアルマニャックの不十分な性能であった。大西洋横断飛行航路就役を目的に設計されたにもかかわらず、本機の航続距離はこの目的に要求されるものには足りなかった。加えて、それより短い飛行航路用に運用するにはアルマニャックは単純に大き過ぎた。アンダーパワーの航空機というものは一般的には運用するのに不経済なものであった。
僅か8機のアルマニャックが生産され4機がTAI（Transports Aériens Intercontinentaux）航空（後のUTA）に納入された。TAI航空は8カ月運用した後で運用に不適として運航を止めた。この4機はSAGETA（the Société Auxiliaire de Gérance et d'Exploitation de Transport Aériens）航空に譲渡され、同社は計7機を貨物、郵便の輸送及びツールーズから仏領インドシナのサイゴンへの兵員輸送に使用した。この任務で本機は高い評価を受けたが、その地域のフランスの統治はほとんど終了しており1954年半ばには余剰品となっていた。1955年にはその多くが解体された。2機のアルマニャックが1956年メルボルンオリンピックの際、フランスの選手団を運んだ。
当時、アルマニャックはそれまで製造された民間機の中で最大の物の1つであった。航空機用として量産されたエンジンの中で最大のピストンエンジンであるプラット・アンド・ホイットニー R-4360を装備し、将来のワイドボディジェット旅客機を思わせ、同時代の他の旅客機よりも幅広い4.7 m（15ft 5in）の胴体が客室の広さを感じさせより多くの乗客を収容できた。160人までの乗客が収容でき、これは当時としては大人数であった。不運なことにアルマニャックは性能的に失望するものであり、その航続距離は商業的成功を妨げるものであった。

## 運用
フランス
- UTA (TAI)
- Société Auxiliaire de Gérance et d'Exploitation de Transport Aériens (SAGETA)

## 要目
- 乗員：4名
- 搭乗可能乗客数：78 - 160名

- 全長：39.63 m (130 ft 1⁄4 in)
- 全幅：48.95 m (160 ft 7 in)
- 全高：13.50 m (44 ft 3+1⁄2 in)
- 翼面積：235.60 mm2 (2,536 ftm2)
- 空虚重量：37,813 kg (83,363 lb)
- 最大離陸重量：77,750 kg (170,858 lb)
- 最高速度：495 km/h (308 mph)
- 巡航高度：6,800 m (22.310 ft)
- 航続距離：5,120 km (3,181 miles)
- エンジン：4 * プラット・アンド・ホイットニー R-4360　 3,500 hp (2,610 kw)